# Donusa clymenicola
Donusa clymenicola is een eenoogkreeftjessoort uit de familie van de Clausiidae. De wetenschappelijke naam van de soort is voor het eerst geldig gepubliceerd in 1864 door Nordmann.